# Poiana Aiudului, Alba
Poiana Aiudului (în maghiară Nyírmező, în germană Birkenfeld) este un sat în comuna Livezile din județul Alba, Transilvania, România.

## Istoric

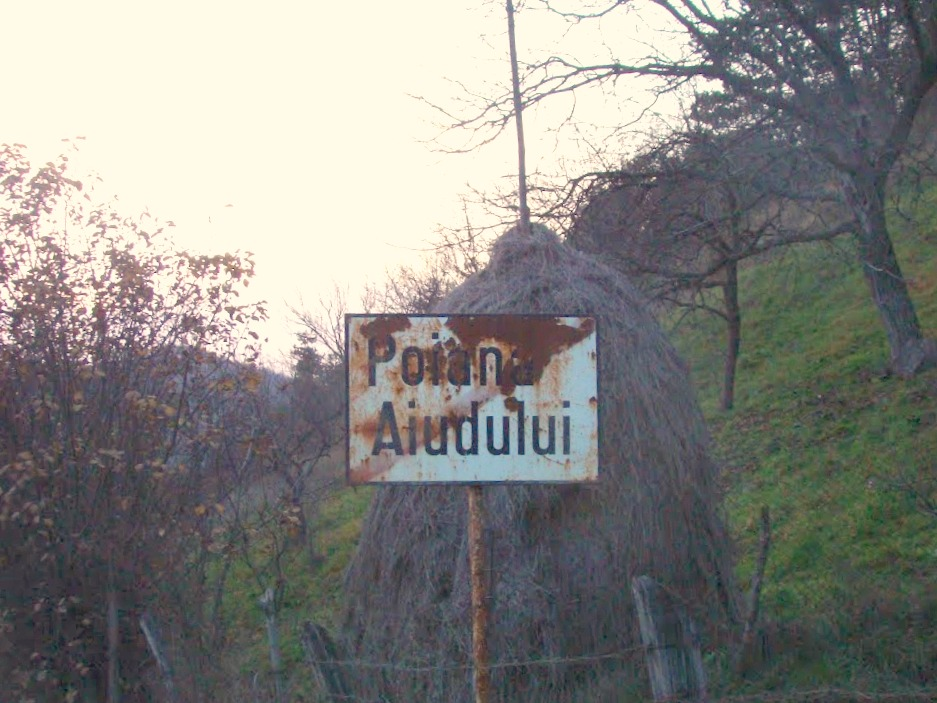
Intrarea în localitate

Satul a fost atestat documentar, conform datelor de la Muzeul de Istorie din Aiud, în anul 1293. Populat cu români.
Evoluția toponimiei:

1293-1330 Nyrmezew

1331-1600 Nyírmező (Nirmezeu) 

1733 Pojana (Poiana) 

1861 Nyirmező (Nyágra, Neagra) 

1888 Birkenfeld

Pe Harta Iosefină a Transilvaniei din 1769-1773 (Sectio 139) localitatea apare sub numele de „Nyirmezö”. De-a lungul văii care străbate localitatea au existat mai multe mori de măcinat cereale. Pe hartă acestea sunt însemnate cu "F.m." ("Fruchtmühle" = "Getreidemühle").

## Lăcașuri de cult
Prima biserică despre care există date concrete a fost construită în anul 1703, probabil pe locul uneia mai vechi, materialul folosit fiind piatră, având hramul „Adormirea Maicii Domnului”. Biserica avea la intrare un coridor lat de aproximativ 2 m, folosit la pomeni și la catehizarea copiilor. Biserica avea o singură intrare, iar ca material de acoperire a fost folosită șindrila. Cupola bisericii era din piatră. Naosul era despărțit de pronaos printr-un zid de piatră care avea două geamuri. Corul era așezat în naos și era construit din lemn, fiind sprijinit de două picioare de lemn foarte frumos lucrate. Geamurile bisericii erau mici având grilaje de fier în formă de cruce. 

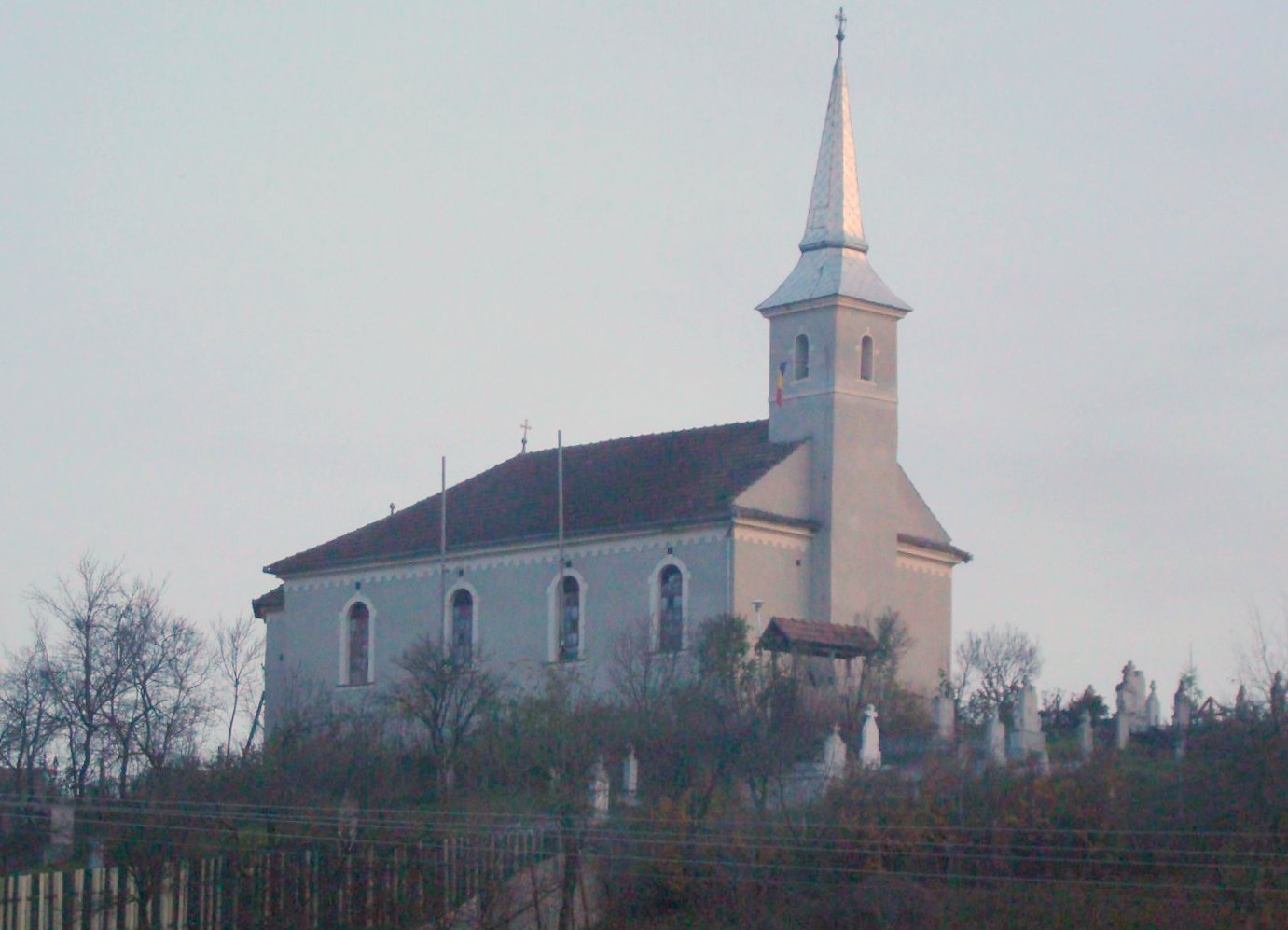
Biserica „Adormirea Maicii Domnului”

Biserica actuală, tot cu hramul „Adormirea Maicii Domnului”, a fost construită în anul 1926, din veniturile bisericii și contribuția credincioșilor. Este așezată în mijlocul satului și s-a edificat pe vatra vechii biserici, din care a mai rămas doar turnul, care s-a acoperit cu tablă. Construirea actualei biserici a fost executată de către arhitectul maghiar Bako Karol, ajutat de enoriași prin prestație benevolă, parohia fiind condusă de către preotul Teodor Radu și primul epitrop Hațegan Ioan. Materialul folosit la construcție este piatra de calcar și într-un foarte mic procent cărămida.

## Date economice
În acest sat au fost exploatate de întreprinderea Salina Ocna Mureș până în anul 2000 calcare jurasice, utilizate ca materie primă în industria chimică.

## Obiective turistice
Nu departe se află Cheile Vălișoarei ("Cheile Aiudului"), rezervație naturală.